# Iiris
Iiris Vesik (Tallinn, 16 de julho de 1991) é uma cantora e compositora estoniana.

## Biografia
Iiris Vesik nasceu em 16 de julho de 1991 em Tallinn, Harjumaa. Filha da contadora Tea (sobrenome de solteira: Sander) e do gerente de projetos Illimar Vesik, ela tem um irmão mais novo, Raimond, nascido em 1993. Iiris se formou no ensino secundário pela Jakob Westholmi Gümnaasium em 2010.

## Carreira
A artista competiu para representar seu país no Festival Eurovisão da Canção duas vezes: em 2008, pelo programa seletivo Eurolaul com "Ice-cold Story", e em 2010, pelo Eesti Laul com "Astronaut", finalizando nos segundo e quarto lugares das edições, respectivamente. Em 2012, Iiris lançou seu álbum de estreia, The Magic Gift Box, que contém as faixas lançadas como singles "Melyse", "Weirdo" e "Just Like an Ogre". Nos Eesti Muusikaauhinnad de 2013, a estoniana venceu a categoria Artista Feminina do Ano. Iiris abriu a apresentação de Lana Del Rey em Riga, Letônia, em 14 de junho de 2013 a um público de sete mil pessoas. Desde 2018, Iiris participa ativamente na banda Night Tapes, atuando como vocalista principal da banda, juntamente com Max Doohan e Sam Richards.

## Discografia

### Álbuns de estúdio
| Detalhes do álbum | Melhores posições atingidas |
| --- | --------------------------- |
| The Magic Gift Box - Lançamento: 23 de março de 2012 - Gravadora(s): EMI Music Finland e Virgin - Formato(s): CD e download digital | 1                           |
| portals//polarities - Lançamento: 26 de setembro de 2025 - Gravadora(s): Nettwerk - Formato(s): TBD                                 | -                           |

### Extended plays(EP)
| Detalhes do álbum | Melhores posições atingidas |
| --- | --------------------------- |
| Chinaberry Girl - Lançamento: 26 de agosto de 2013 - Gravadora(s): Universal Music Finland - Formato(s): CD e download digital                                                       | 3                           |
| Dream Forever In Glorious Stereo (com Night Tapes) - Lançamento: 23 de agosto de 2019 - Gravadora(s): Breaker Breaker Recordings LTD - Formato(s): Disco de vinil e download digital | -                           |
| Download Spirit (com Night Tapes) - Lançamento: 27 de novembro de 2020 - Gravadora(s): Breaker Breaker Recordings LTD - Formato(s): Disco de vinil e download digital                | -                           |
| Perfect Kindness (com Night Tapes) - Lançamento: 16 de junho de 2023 - Gravadora(s): Nettwerk - Formato(s): Download digital                                                         | -                           |
| assisted memories (com Night Tapes) - Lançamento: 7 de junho de 2024 - Gravadora(s): Nettwerk - Formato(s): Download digital                                                         | -                           |

### Singles
| Ano  | Obra                                         | Álbum                            |
| ---- | -------------------------------------------- | -------------------------------- |
| 2011 | "Melyse"                                     | The Magic Gift Box               |
| 2012 | "Weirdo"                                     | The Magic Gift Box               |
| 2012 | "Just Like an Ogre"                          | The Magic Gift Box               |
| 2013 | "Tigerhead"                                  | Chinaberry Girl                  |
| 2019 | "Forever"                                    | Dream Forever In Glorious Stereo |
| 2020 | "Space Force"                                | -                                |
| 2020 | "Fever Dream Kids"                           | Download Spirit                  |
| 2020 | "Truly Being Alive (Radio Edit)"             | Download Spirit                  |
| 2021 | "In Poly Amber"                              | Download Spirit                  |
| 2022 | "Humans"                                     | Perfect Kindness                 |
| 2023 | "Selene"                                     | Perfect Kindness                 |
| 2023 | "Inigo"                                      | Perfect Kindness                 |
| 2023 | "Humans (Elevated Mix)"                      | Perfect Kindness                 |
| 2023 | "All the Good Times Never Die" (com LEISURE) | -                                |
| 2023 | "Humans (Franc Moody Remix)"                 | -                                |
| 2023 | "drifting"                                   | assisted memories                |
| 2024 | "loner"                                      | assisted memories                |
| 2024 | "every day is a game"                        | assisted memories                |
| 2024 | "projections"                                | assisted memories                |
| 2024 | "drifting (Laurence Guy Remix)"              | -                                |
| 2024 | "to be free"                                 | -                                |
| 2025 | "television"                                 | portals//polarities              |
| 2025 | "babygirl (like n01else)"                    | portals//polarities              |
| 2025 | "pacifico"                                   | portals//polarities              |

### Vídeos musicais
| Ano  | Título               | Diretor               |
| ---- | -------------------- | --------------------- |
| 2011 | "Gummybear"          | Elina Kasesalu        |
| 2011 | "Melyse"             | Andzei Matsukevits    |
| 2012 | "Weirdo"             | Andzei Matsukevits    |
| 2013 | ''Tigerhead''        | Kaimar Kukk           |
| 2015 | ''Iridescent Love''  | Jack Stanton          |
| 2016 | "Hope"               | Iiris Vesik           |
| 2017 | "Stranger"           | Hindrek "Masa" Maasik |
| 2018 | "Wild Unknown Thing" | Ruta Puzaite          |

## Filmografia
| Ano  | Filme                                          | Papel       | Notas    |
| ---- | ---------------------------------------------- | ----------- | -------- |
| 2013 | Lisa Limone ja Maroc Orange: tormakas armulugu | Lisa Limone | Dublagem |

## Prêmios e indicações
| Ano  | Cerimônia             | Recipiente         | Categoria                | Resultado |
| ---- | --------------------- | ------------------ | ------------------------ | --------- |
| 2012 | Eesti Muusikaauhinnad | "Melyse"           | Vídeo Musical do Ano1    | Indicado  |
| 2013 | Eesti Muusikaauhinnad | Iiris              | Artista Feminina do Ano2 | Venceu    |
| 2013 | Eesti Muusikaauhinnad | The Magic Gift Box | Álbum do Ano3            | Indicado  |
| 2013 | Eesti Muusikaauhinnad | The Magic Gift Box | Álbum de Estreia do Ano4 | Indicado  |
| 2013 | Eesti Muusikaauhinnad | The Magic Gift Box | Álbum de Pop do Ano5     | Indicado  |
| 2013 | Eesti Muusikaauhinnad | "Weirdo"           | Vídeo Musical do Ano1    | Indicado  |
| 2014 | Eesti Muusikaauhinnad | "Tigerhead"        | Vídeo Musical do Ano1    | Venceu    |